# Dolma
Dolma is een Turks gerecht dat bestaat uit druivenbladeren gevuld met rijst en gehakt. Het is veelvoorkomend in de Mediterrane keuken alsook in naburige regio's als de Balkan, Kaukasus, Rusland, Centraal-Azië en Irak. Dolma wordt ook wel gemaakt met groenten zoals paprika, tomaat, aubergine en aardappel.
Het woord dolma komt van het Turkse werkwoord doldurmak (vullen).
In de meeste landen is de naam voor het gerecht een woord dat lijkt op dolma. Aramees: ܐܦܪܟ aprag Albanees: japrak; Arabisch: محشي maḥshi ('opgevuld'), محشي ورق عنب (maḥshī waraq 'inab, 'gevuld druivenblad'); Perzisch: دلمه,"dolme", برگ "barg"; Grieks: ντολμάς dolmas (voor gevulde bladeren) en γεμιστά gemista 'opgevuld'; Koerdisch: dolma (دۆڵمە), yaprakh (یاپراخ).
De vulling kan ook bestaan uit gehakt met speciale kruiden, maar meestal is er een vegetarische vulling met groenten, bulgur of rijst.